# Beausejour/Myers Bridge
Beausejour/Myers Bridge es una localidad de Santa Lucía, que forma parte de los distritos de Choiseul y Soufrière.